# Covões
Covões é uma povoação portuguesa situada no extremo norte do Município de Cantanhede, sede de paróquia da Diocese de Coimbra, e que foi sede da extinta Freguesia de Covões, freguesia que tinha 28,99 km² de área e 2 155 habitantes (2011), e, por isso, uma densidade populacional de 74,3 hab/km².
A Freguesia de Covões foi extinta em 2013, no âmbito de uma reforma administrativa nacional, tendo sido agregada à Freguesia de Camarneira, para formar uma nova freguesia denominada União das Freguesias de Covões e Camarneira da qual é a sede.
Em 1791, foi desanexada da de Covões a freguesia de Nossa Senhora das Febres, que mais tarde originou as freguesias de Febres, São Caetano, Vilamar e Corticeiro de Cima. Em 9 de julho de 1993 foi desanexada da de Covões a vizinha freguesia da Camarneira.
Covões é conhecida a nível regional pela sua famosa banda filarmónica que conta com mais de 120 anos, e pela Mini Banda dos Covões. É também famosa pelo seu leitão assado à bairrada.
Segundo os correios, a freguesia era composta pelos seguintes lugares: Barreira da Malhada, Cabeço Cambões, Cavadas, Covões (sede), Espinheira, Labrengos, Malhada de Baixo, Malhada de Cima, Martinhos, Marvão, Monte Arcado, Montouro, Penedos, Picoto, Porto de Covões, Quinta da Ferreira, Quinta do Marco, Quinta dos Troviscais, Seadouro.

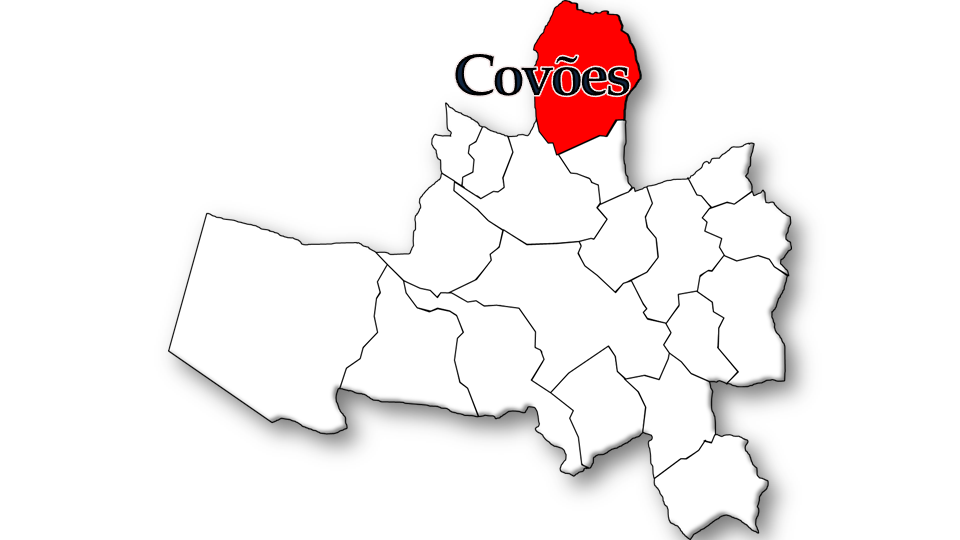
Localização no Município de Cantanhede

## População
| População da freguesia de Covões | População da freguesia de Covões | População da freguesia de Covões | População da freguesia de Covões | População da freguesia de Covões | População da freguesia de Covões | População da freguesia de Covões | População da freguesia de Covões | População da freguesia de Covões | População da freguesia de Covões | População da freguesia de Covões | População da freguesia de Covões | População da freguesia de Covões | População da freguesia de Covões | População da freguesia de Covões |
| -------------------------------- | -------------------------------- | -------------------------------- | -------------------------------- | -------------------------------- | -------------------------------- | -------------------------------- | -------------------------------- | -------------------------------- | -------------------------------- | -------------------------------- | -------------------------------- | -------------------------------- | -------------------------------- | -------------------------------- |
| 1864                             | 1878                             | 1890                             | 1900                             | 1911                             | 1920                             | 1930                             | 1940                             | 1950                             | 1960                             | 1970                             | 1981                             | 1991                             | 2001                             | 2011                             |
| 2 717                            | 2 836                            | 2 910                            | 3 108                            | 3 275                            | 3 505                            | 3 702                            | 4 159                            | 4 579                            | 4 454                            | 3 973                            | 3 332                            | 3 332                            | 2 468                            | 2 155                            |

Com lugares desta freguesia foi criada pela Lei nº 51-B/93, de 9 de Julho, a freguesia de Camarneira

## Património
- Igreja dos Covões
- Monumento ao Músico - Inaugurado em 13 de Junho de 1993, em comemoração dos 125 anos da Filarmónica

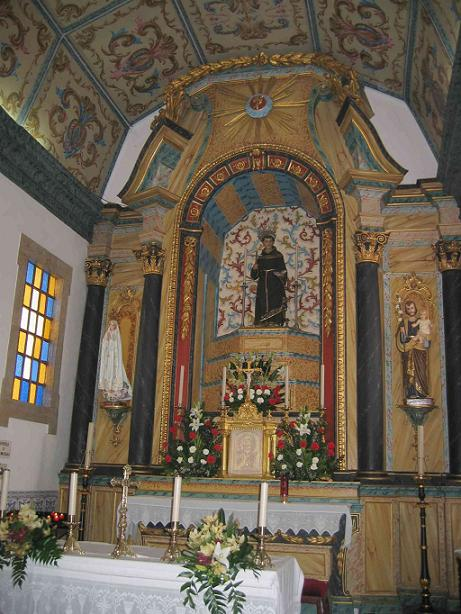
Igreja dos Covões, Altar
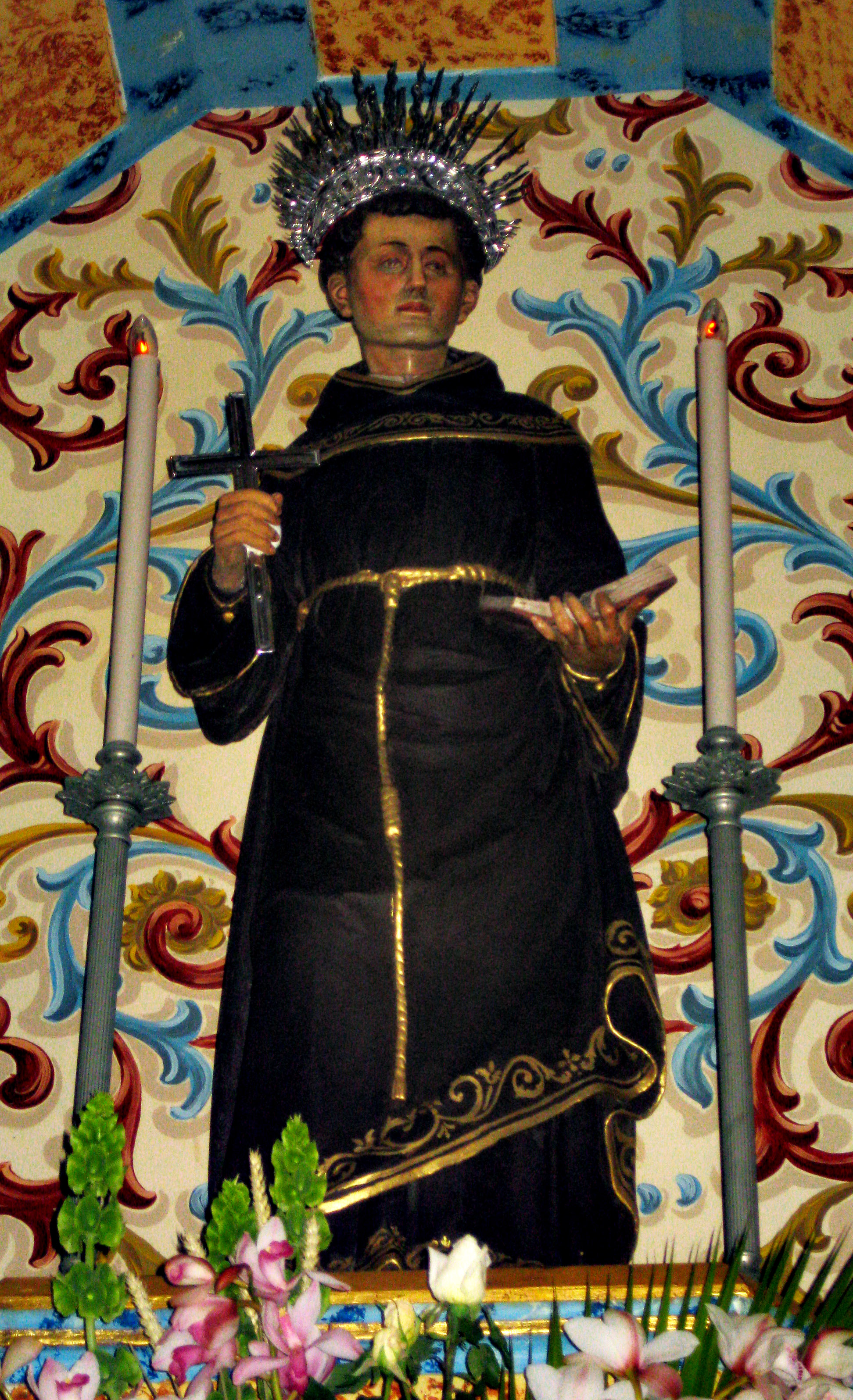
Santo António, escultura de João de Ruão

## Música

### União Musical de Sto. António

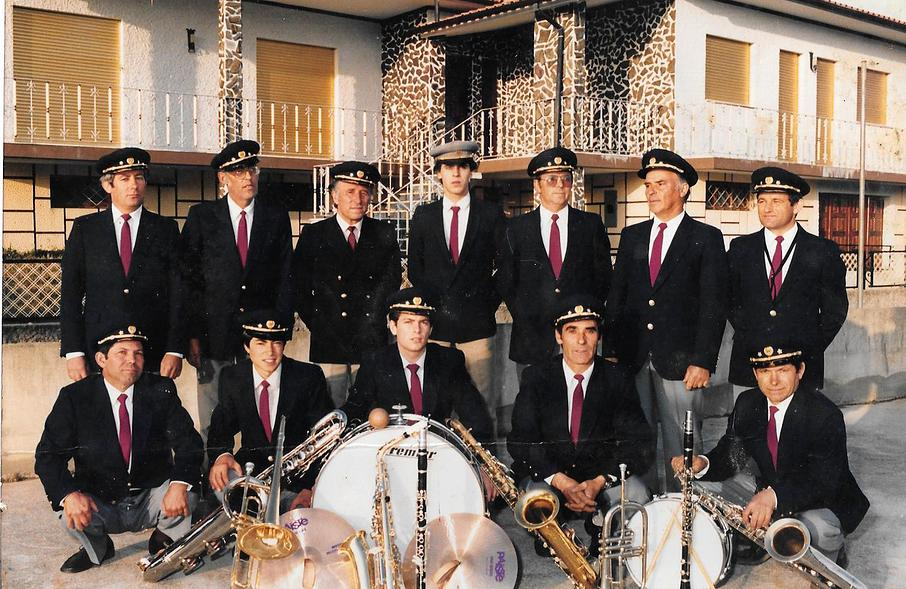
Mini Banda dos Covões em 1985

Fundada em 1985, a Mini Banda dos Covões tornou-se numa das mais importantes mini bandas da região centro do país.Formada por músicos dissidentes da Filarmónica nos anos 1980, vem evoluindo musicalmente ao longo do tempo, sendo convidada para participar em elevado número de festas religiosas um pouco por toda a região norte e centro do país nomeadamente, pelos distritos de Coimbra, Aveiro, Viseu e Bragança.No dia 21 de Abril de 2007 foi oficialmente constituída a Associação "União Musical de Sto. António".Actualmente a União Musical de Sto. António é constituída por 19 elementos entre os 20 e 80 anos de idade contando com um role de instrumentos muito variados: duas tubas, um saxofone barítono, dois saxofones tenor, um saxofone alto, três trompetes, um flautim, três clarinetes, dois trombones, um bombardino e três elementos de percussão.

## Personalidades
- Manuel Francisco Miraldo - Fundador da Filarmónica dos Covões em 1868